# Sandra Adam
Sandra Adam, slovenski fotomodel, * 30. oktober 1989, Slovenj Gradec
Leta 2010 je kot študentka iz Dravograda postala Miss Slovenije. Za prijavo se je odločila, ker je hotela izkusiti svet mode in blišča iz revij.
Diplomo in magisterij je pridobila na Fakulteti za varnostne vede v Ljubljani. Izrazila je željo, da bi se nekoč ukvarjala s preprečevanjem trgovine z ljudmi.
Nekaj časa je delala v manekenski šoli agencije Vulcano Models. Imela je svoj lepotni salon. Nastopila je v videu Sledi sanjam raperja Tomija Dražiča.
Je ena od podpisnikov Peticije za gradnjo 3. razvojne osi.

## Mladost in študij
Rodila se je Sonji in Stanku kot edini otrok. Otroštvo je preživela pri babici v Vratih pri Dravogradu. V osnovni šoli je hodila na pevske vaje in v glasbeno šolo, plesala pa je v plesni šoli Devžej. V šestem razredu je postala članica Rdečega Križa Slovenije. Končala je Gimnazijo Ravne na Koroškem.
Na njeno odločitev za študij varstvoslovja je vplivala serija Na kraju zločina.

## Hobiji
Rada ureja prostore po metodi Feng Shui. Ukvarja se z več športi.

## Zasebno
Visoka je 172 centimetrov.